# Nosferatu (film, 2024)
A Nosferatu 2024-es amerikai gótikus horrorfilm, amelyet Robert Eggers írt és rendezett. Az 1922-es Nosferatu című némafilm remake-je, amelyet Bram Stoker 1897-es Drakula című regénye ihletett. A főbb szerepekben Bill Skarsgård, Nicholas Hoult, Lily-Rose Depp, Aaron Taylor-Johnson, Emma Corrin és Willem Dafoe látható.
A Nosferatu világpremierje 2024. december 2-án volt Berlinben, december 25-én mutatta be a Focus Features az Egyesült Államokban, 2025. január 1-jén pedig a Universal Pictures a nemzetközi mozikban. Magyarországon január 2-án jelent meg feliratosan a UIP-Dunafilm forgalmazásában. Szinkronosan a Rakuten TV mutatta be. Általánosságban pozitív véleményeket kapott a kritikusoktól.

## Cselekmény
A 19. század közepén a német kikötővárosban, Wisborgban a fiatal Ellen magányos és kétségbeesett. Imái felébresztik Nosferatu erdélyi vámpírt évszázados álmából, majd szoros kötelék alakul ki kettejük között. Ettől kezdve Nosferatu évekig látogatja Ellent rémálmaiban, és kielégíti testi szükségleteit, mígnem egy napon a fiatal nő férjeül választja a feltörekvő ingatlanügynök Thomas Huttert.
Hogy megújítsa az Ellenhez fűződő kapcsolatát, Nosferatu megvásárol egy lepusztult wisborgi birtokot Thomas cégétől. Megvesztegeti felettesét, Mr Knockot, és elintézi, hogy az új férj a Kárpátok hegységbe menjen, és aláírja az adásvételi szerződést. Thomas a barátságos Harding család gondjaira bízza Ellent, és Kelet-Európába utazik. Egy erdélyi fogadóban a helyiek figyelmeztetik, nehogy meglátogassa a vevő kastélyát, aki azt állítja magáról, hogy Orlok gróf. Az éjszaka folyamán Thomasnak nyugtalanító látomásai vannak egy élőhalott holttestről, de ennek ellenére rendületlenül folytatja útját.
A sötétségbe burkolózó Orlok gróf kastélya távoli és elhagyatott. Maga a földesúr is hátborzongató benyomást kelt Thomasra lerobbant külsejével. Az ingatlanügynök minél hamarabb szeretné lezárni az adásvételt és távozni, de Orlok meghívja, hogy maradjon itt éjszakára. Másnap reggel Thomas számos harapott sebbel a testén ébred, és Orlokot egy kriptában fekve találja. Gyanítja, a házigazdája vámpír lehet, ezért karót akar döfni Orlok szívébe. A gróf azonban felébred, és Thomas a folyóba ugorva menti meg magát.
Eközben Wisborgban Ellent egyre gyakrabban gyötrik rémálmok, és egy nagy borzalom közelgő érkezéséről beszél. Hardingék Dr. Wilhelm Sievers orvost bízzák meg a lány kezelésével, aki azonban tehetetlen Ellen fizikai rohamaival szemben. Kétségbeesésében Sievers kapcsolatba lép egykori tanárával, Albin Eberhart von Franz professzorral, aki azóta az okkultizmus felé fordult. Von Franz elvállalja Ellen ügyét, és hamarosan rájön, hogy a fiatal nő valamiféle megszállottságban szenved. Ezzel egy időben érkezik Wisborg kikötőjébe az Empusa, amelynek fedélzetén a Nosferatu átkelt Németországba. Úgy tűnik, a hajó teljes legénysége odaveszett, miközben patkányok ezrei szállják meg a várost, és járványt okoznak. A lakosok azt gyanítják, hogy a sok halálesetet egy újabb pestisjárvány okozta, de von Franz rájön, valójában Nosferatu áll a járvány mögött.
Az éjszaka folyamán Ellent meglátogatja Nosferatu, de nem hajlandó megújítani a szövetségüket. A vámpír ekkor még két éjszakát ad neki, mielőtt megfenyegeti, hogy megöli a férjét, Thomast. Szökése után Thomasra apácák találtak rá, és kezelték, mielőtt hazautazott volna Németországba, és újra összejött volna Ellennel. Hogy megvédje feleségét, az ingatlanügynök most úgy dönt, végleg megöli Nosferatut. Von Franz azonban tisztában van e terv reménytelenségével, és arra utasítja Ellent, hogy egyedül ő képes elpusztítani a vámpírt. Az első éjszakán Anna Harding és két gyermeke áldozatul esik az élőhalottnak, mire Friedrich Harding is véget vet az életének. Von Franz a következő este Nosferatu birtokára csalja Thomast, jól tudva, hogy a vámpír valóban meglátogatja a feleségét. Ellen megmutatja Nosferatunak, hogy hajlandó megújítani a köteléküket, és lefekszik vele. Emberi áldozata távol tartja a vámpírt a koporsójától, amíg a reggeli első napsugarak el nem érik, és meg nem hal. Amikor Thomas megérkezik, Ellen is belehal számos harapott sebébe.

## Szereplők
| Szerep                   | Színész              | Magyar hang      |
| ------------------------ | -------------------- | ---------------- |
| Orlok gróf               | Bill Skarsgård       | Papp Dániel      |
| Thomas Hutter            | Nicholas Hoult       | Szatory Dávid    |
| Ellen Hutter             | Lily-Rose Depp       | Staub Viktória   |
| Friedrich Harding        | Aaron Taylor-Johnson | Makranczi Zalán  |
| Albin Eberhart Von Franz | Willem Dafoe         | Epres Attila     |
| Anna Harding             | Emma Corrin          | Mikecz Estilla   |
| Dr. Wilhelm Sievers      | Ralph Ineson         | Borbiczki Ferenc |
| Herr Knock               | Simon McBurney       | Schnell Ádám     |
| Clara Harding            | Adéla Hesová         | Schmidt Karolina |
| Louise Harding           | Milena Konstantinova | Schmidt Regina   |

### Magyar változat
- Magyar szöveg: Dittrich-Varga Fruzsina
- Hangmérnök: Halas Péter
- Vágó: Wünsch Attila
- Gyártásvezető: Vigvári Ágnes
- Szinkronrendező: Szalay Csongor
- Produkciós vezető: Fekete Márk

A szinkront a Direct Dub Studios készítette el.

## A film készítése
2015 júliusában bejelentették az 1922-es Nosferatu remake-jét, amelynek forgatókönyvét Robert Eggers írja, és ő rendezi a filmet. Jay Van Hoy és Lars Knudsen lettek kijelölve a film producerének. 2016 novemberében Eggers meglepetésének adott hangot, hogy a Nosferatu remake lett a második tervezett filmje, és így nyilatkozott:
„Csúnyának, istenkáromlónak, egomániásnak és visszataszítónak érzem, hogy egy filmes az én helyzetemben következőként a Nosferatu-t készíti el. Tényleg arra készültem, hogy várjak vele, de így alakította a sors.” A világítótorony (2019) megjelenése körüli interjúban, amelyet a Den of Geeknek adott, Eggers elmondta, hogy bár rengeteg időt szentelt annak, hogy a történetet a 21. századba helyezze, nem tudja, mikor vagy egyáltalán megvalósulhat-e. Azt mondta: „Olyan sok évet és időt szántam rá, [...] tényleg szörnyű lenne, ha soha nem valósulna meg.”

### Forgatás
A forgatás 2023. február 20-án kezdődött a Csehországban, márciusra pedig a prágai Barrandov Studioban zajlott a munka. Ugyanebben a hónapban a stáb helyszíni forgatásokat végzett a 14. századi Rožmitál pod Třemšínem kastélyban, valamint Prága Invalidovna komplexumában. Néhány külső jelenetet a romániai Vajdahunyadi várában rögzítettek. A forgatás 2023. május 19-én fejeződött be.

## Bemutató
A Nosferatu világpremierje 2024. december 2-án volt a berlini Zoo Palast moziban. A filmet az Egyesült Államokban 2024. december 25-én a Focus Features, nemzetközileg pedig 2025. január 1-jén a Universal Pictures forgalmazza.